# 約翰·佐治·高福
約翰·佐治·高福（英語：John George Gough，1848年11月5日—1907年11月5日）是一名澳洲工黨新南威爾士州分部創始人。

## 外部連結
- Mr John George GOUGH (1848 - 1907) - Parliament of NSW（页面存档备份，存于）